# Rubus michiganensis
Rubus michiganensis là loài thực vật có hoa trong họ Hoa hồng. Loài này được (Card) L.H. Bailey miêu tả khoa học đầu tiên năm 1925.